# ШООО Доситеј Обрадовић Лесковац
Школа за основно образовање одраслих „Доситеј Обрадовић” у Лесковцу, једна је од установа основног образовања на територији града Лесковца, основана 1946. године. Ради на основном образовању одраслих од свог оснивања 1963. године као самостална васпитно-образовна установа, на основу Решења Републичког секретаријата за просвету НРС.

## Историјат
Образовање одраслих у Лесковачком крају почиње од школске 1946/1947. године под називом „Школа за опште образовање радника” и имала је нижи и виши течај. Настава по нижем течају се одвијала по програму ниже гимназије, а виши програм  по програму виших разреда гимназије. Касније се назив школе изменио у „Нижа радничка гимназија”, а затим „Школа за опште образовање радника”. Од априла 1961. године школа добија назив „Школа за основно образовање одраслих” Лесковац.
Школа је основана са циљем описмењавања одраслог становништва, а пре свега радника у Лесковачкој привреди који су из разноразних разлога, у то време најчешће економских, остали без основног образовања. Систем рада школе није се разликовао од рада других школа, осим у погледу места реализације наставе, јер је ШООО „Доситеј Обрадовић” најчешће радила у фабрикама где се настава одржавала после радног времена радника у радничким мензама или конференцијским салама.
У току више децeнијског рада школу је са успехом завршило више хиљада одраслих. Касније су многи од њих наставили даље школовање у редовним средњим школама и стекли средње образовање. Током времена школа је мењала локције и управитеље, касније директоре.
Од 2002. године централна школа за извођење наставе користи просторије Основне школе „Петар Тасић” Лесковац.
За извођење наставе у територијално издвојеним одељењима, школа користи простoрије основних школа:
- у оквиру Основне школе „Десанка Максимовић“ У Грделици
- у оквиру Основне школе „Синиша Јанић“ У Власотинцу
- у оквиру Основне школе „Станимир Вељковић – Зеле“ У Бојнику
- у оквиру Основне школе „Вук Караџић” У Лебану